# Perissandria herzioides
Perissandria herzioides là một loài bướm đêm trong họ Noctuidae.